# Glyphomitrium warburgii
Glyphomitrium warburgii är en bladmossart som beskrevs av Jules Cardot 1913. Glyphomitrium warburgii ingår i släktet skärgårdsmossor, och familjen Ptychomitriaceae. Inga underarter finns listade i Catalogue of Life.